# Wasserturm (Nürnberg)

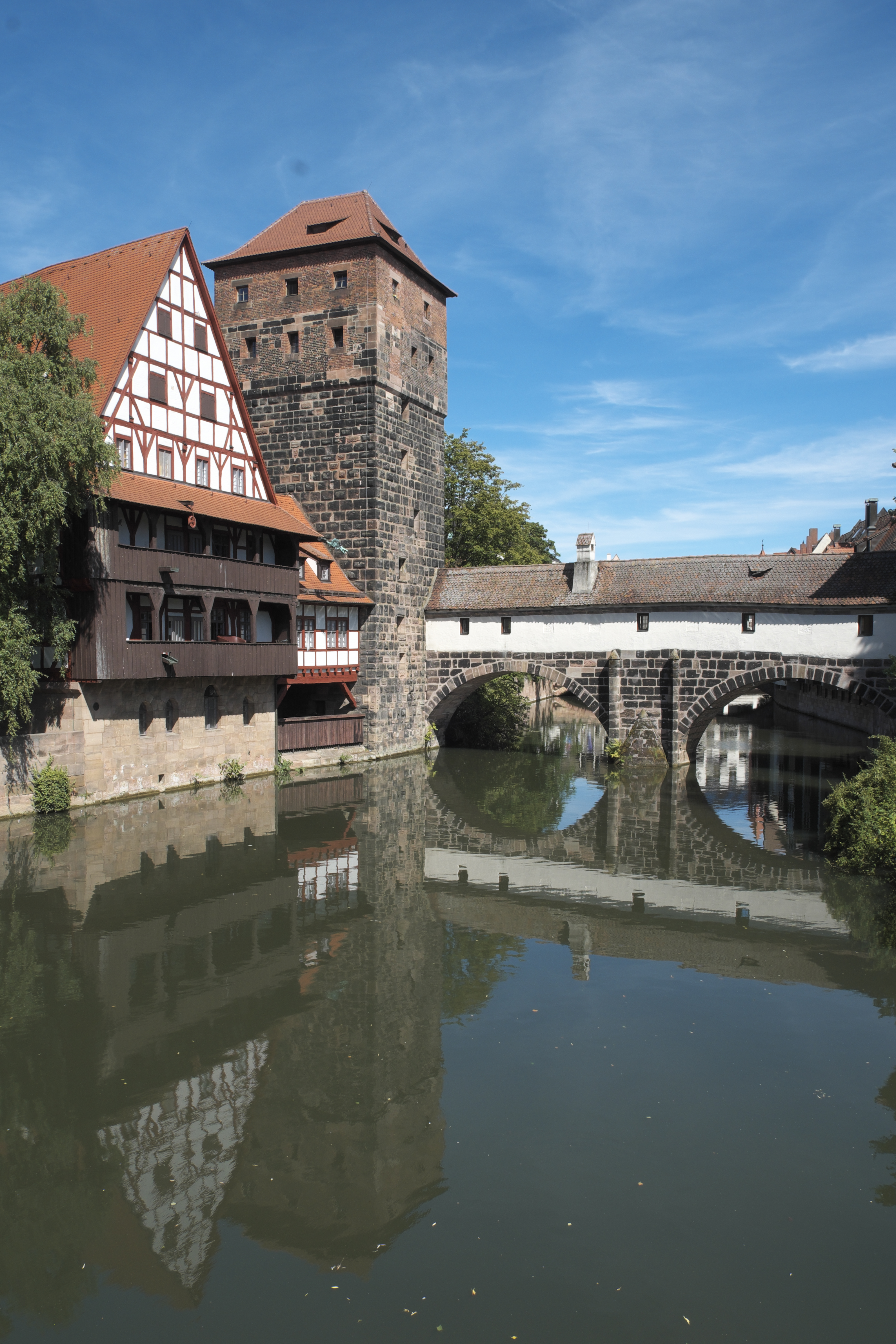
Der Wasserturm neben dem Weinstadel

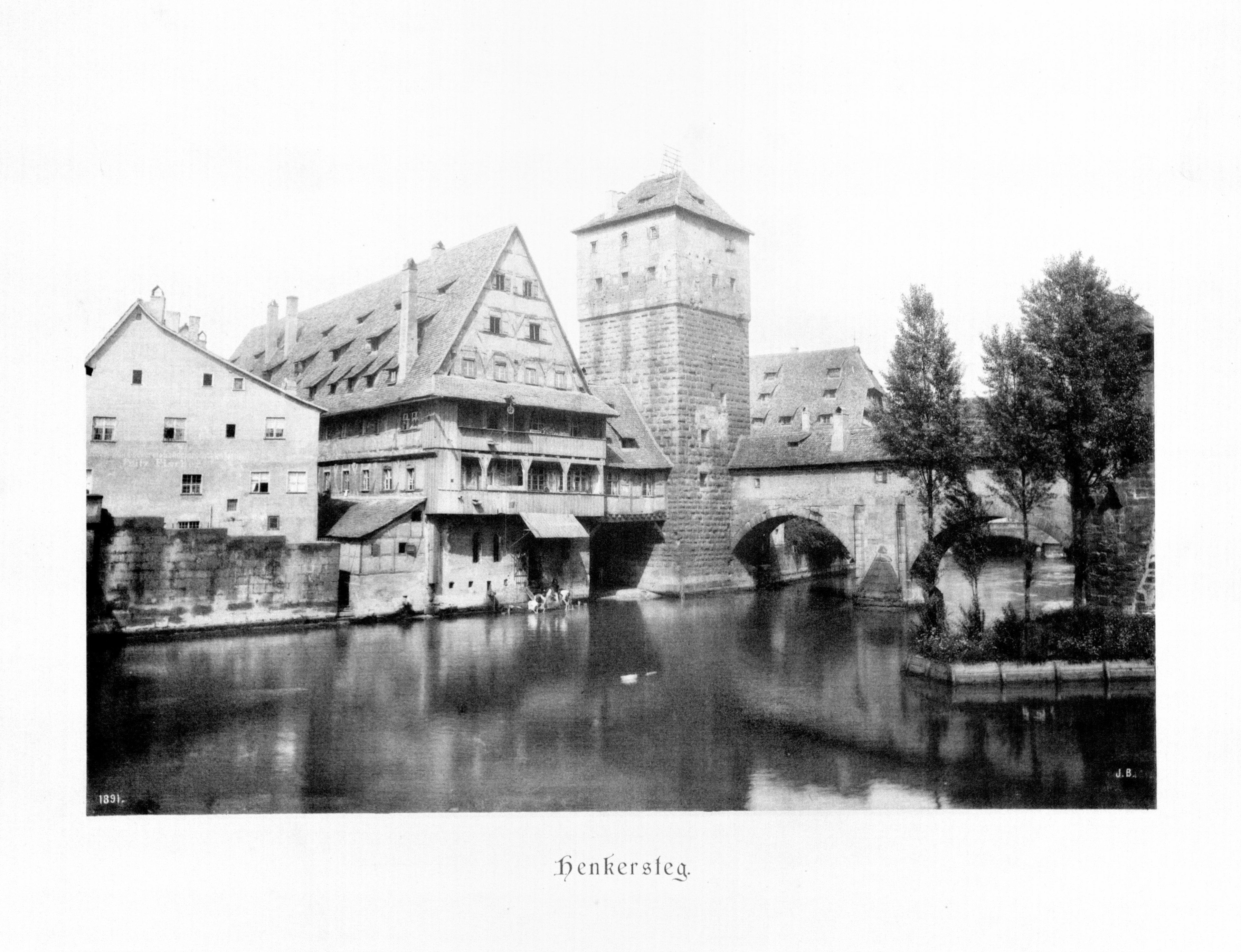
Foto aus dem Jahr 1891

Der Wasserturm ist ein Mauerturm im Westen der vorletzten Nürnberger Stadtbefestigung.

## Lage und Umgebung
Der Turm steht am Nordufer der Pegnitz und ist mit dem benachbarten Weinstadel baulich verbunden. Mit dem auf der in der Pegnitz gelegenen Trödelmarktinsel gelegenen, kleineren Henkerturm ist er durch eine zweibogige Sandsteinbrücke verbunden, die mit Fachwerk und Satteldach überbaut ist.

## Geschichte
Der viereckige Turm wurde 1320–25 errichtet. Die unteren Stockwerke wurden aus Buckelquadern, die oberen beiden aus Backstein gebaut. Der Turm ist mit Scharten und Fenstern versehen und weist ein Walmdach auf. Er schützte ursprünglich den Pegnitzausfluss, verlor mit Errichtung der letzten Stadtbefestigung ab 1400 seine Funktion und wurde dann als Gefängnis benutzt.
In einer Planung aus dem Jahre 1940 zur Neubebauung des Pegnitz-Nordufers war der Abriss des Bauwerkes vorgesehen.
Der Wasserturm wird heute – zusammen mit dem Weinstadel – als Studentenwohnheim genutzt.